# Diplo Presents Thomas Wesley, Chapter 1: Snake Oil
Diplo Presents Thomas Wesley, Chapter 1: Snake Oil è il secondo album in studio del DJ e musicista statunitense Diplo, pubblicato sotto il nome Thomas Wesley nel 2020.
Il 28 luglio 2023 è stata pubblicata una riedizione digitale contenente la seconda parte intitolata Diplo Presents Thomas Wesley: Chapter 2 - Swamp Savant.

## Tracce

### Diplo Presents Thomas Wesley: Chapter 1 - Snake Oil
1. Intro (feat. Orville Peck) – 1:37
2. So Long (con Cam) – 2:52
3. Heartless (feat. Morgan Wallen) – 2:49
4. Lonely (con Jonas Brothers) – 2:19
5. Dance with Me (con Thomas Rhett & Young Thug) – 2:50
6. Do Si Do (con Blanco Brown) – 2:18
7. On Mine (con Noah Cyrus) – 2:26
8. Real Life Stuff (feat. Julia Michaels & Clever) – 3:13
9. Hometown (feat. Zac Brown & Danielle Bradbery) – 3:36
10. Heartbreak (con Ben Burgess) – 2:17
11. Heartless (feat. Morgan Wallen) (conJulia Michaels) – 2:53
12. Old Town Road (Diplo Remix) (con Lil Nas X & Billy Ray Cyrus) – 3:23

### Deluxe Edition (2020)
1. Bottle's Bout Dead (feat. ERNEST) – 2:30 (testo: Ernest Smith, Thomas Wesley Pentz, Henry Agincourt Allen, Jacob Durrett, Rodney Clawson – musica: Diplo, Jacob Durrett, King Henry, Maximilian Jaeger)
2. Horizon (feat. Leon Bridges) – 2:28 (testo: Kareen Lomax, James Rushent, Jerome Castille, Matt Zara, Maximilian Jaeger, Philip von Boch Schully, Taylor Locke, Thomas Wesley, Todd Bridges – musica: Diplo, Maximilian Jaeger)

## Diplo Presents Thomas Wesley: Chapter 2 - Swamp Savant
1. Sad in The Summer (feat. Lily Rose) – 3:21 (testo: Ben Johnson, Geoff Warburton, Thomas Wesley Pentz, Clément Picard, Griffen Palmer, Henry Agincourt Allen, Lily Rose, Maxine Picard – musica: Diplo, King Henry, Picard Brothers)
2. Use Me (Brutal Hearts) (feat. Sturgill Simpson, Dove Cameron & Johnny Blue Skies) – 3:22 (testo: John Sturgill Simpson, Dove Cameron, Thomas Wesley Pentz, Clément Picard, Eon Sinclair, Jay Malinowski, Maxime Picard, Sekou Lumumba – musica: Diplo, Picard Brothers, Leclair)
3. Rain on My Mind (feat. Paul Cauthen & Sierra Ferrell) – 2:18 (testo: Thomas Wesley Pentz, David Beck, Jamison Baken, Paul Cauthen – musica: Diplo, Leclair)
4. Never Die (feat. Morgan Wade) – 2:38 (testo: Thomas Wesley Pentz, Clément Picard, Maxime Picard, Maximilian Jaeger, Morgan Dealie Wade – musica: Diplo, Maximilian Jaeger, Picard Brothers)
5. Lonely Long (feat. Parker McCollum) – 3:00 (testo: Ben Charles, Nathan Chapman – musica: Diplo, Picard Brothers)
6. Wasted (feat. Kodak Black & Koe Wetzel) – 2:35 (testo: Bill K. Kapri, Richard Cook Mears IV, Ropyr Wetzel, Thomas Wesley Pentz)
7. Without You (feat. Elle King) – 3:01 (testo: Henry Agincourt Allen, Sasha Alex Sloan, Thomas Wesley Pentz, Daniel Silberstein, Elle King, Jamison Baken – musica: Diplo, King Henry)
8. Heartbroken (feat. Jessie Murph & Polo G) – 3:24 (testo: Amy Allen, Elie Rizk, Ilsey Juber, Thomas Wesley, Emeric Boxall, Jessie Murph, Taurus Bartlett – musica: Diplo, Elie Rizk, Maesic)
9. Heartbroken - Jessie Version (feat. Jessie Murph) – 3:17